# Judas Tadeo Piñango
Judas Tadeo Piñango (Caracas, Venezuela, 27 de octubre de 1789 - Coro, estado Falcón, Venezuela, 6 de abril de 1848) fue un importante oficial del ejército venezolano durante la Guerra de Independencia. 

## Biografía
Hijo de Juan Bacilio Piñango y de María Josefa Flores, pardos libres, nació en Caracas el 27 de octubre de 1789. Se incorporó al servicio de la causa de la emancipación después de los hechos del 19 de abril de 1810. En 1811 fue ascendido por el Poder Ejecutivo a subteniente de artillería. En 1812, perdida la Primera República, emigró a Curazao y desde allí se dirigió a Cartagena de Indias, Nueva Granada,  donde llegó en noviembre y se unió a las tropas de Simón Bolívar. Tomó parte en las acciones del Bajo Magdalena entre diciembre de 1812 y enero de 1813. Participó con Bolívar en la Campaña Admirable y tomó parte en la batalla de Taguanes, estado Cojedes, el 31 de julio de 1813. Entró en Caracas en el mes de agosto, después de haber sido ésta abandonada por el gobernador Manuel Fierro. El 30 de septiembre fue de los vencedores en la batalla de Bárbula, estado Carabobo, el 3 de octubre, en Las Trincheras (estado Carabobo) y el 5 de diciembre en Araure (estado Portuguesa). En 1814 tomó parte en las batallas de La Puerta, La Victoria, San Mateo y en la primera batalla de Carabobo.  
Tras la pérdida de la Segunda República en 1814, huyó a la Nueva Granada, donde participaría en la toma de Bogotá y la defensa de Cartagena de Indias. Dos años después, luego de intervenir en la expedición de Los Cayos en Haití, combatió en las acciones de Quebrada Honda, El Alacrán y El Juncal. Comandante de Artillería en 1817, fue miembro del Consejo de Guerra que juzgó al general Manuel Piar. Luchó en la Campaña del Centro (1818) y en la segunda batalla de Carabobo (24 de junio de 1821). Prisionero del general realista Francisco Tomás Morales durante la batalla de Dabajuro, estado Falcón, 7 de junio de 1822, y encarcelado en el Castillo de Puerto Cabello, fue rescatado por el general José Antonio Páez. Gobernador militar de Mérida entre 1826 y 1830, en esa época fue enviado por Bolívar a Mérida con amplios poderes, a fin de contener el régimen de la insurrección de La Cosiata que venía produciéndose en el país y que tenía por objeto separar a Venezuela de la Gran Colombia. 
Sin embargo, Judas Tadeo Piñango era en realidad un rotundo separatista y durante su accionar como gobernador de Mérida fue un actor prominente en pro de la disolución de la gran Colombia. Continuó participando activamente en los asuntos públicos del país hasta el día de su muerte, siendo  herido y hecho prisionero el 5 de abril de 1848 en la batalla de Taratara, estado Facón, en la que participó junto a Páez, murió al día siguiente.